# Сутгоф, Александр Николаевич (генерал)
Александр Николаевич Сутгоф (9 декабря 1800 — 24 мая 1874) — генерал от инфантерии, директор Школы гвардейских подпрапорщиков и кавалерийских юнкеров, член Военного совета и инспектор военно-учебных заведений.

## Биография
А. Н. Сутгоф родился в Санкт-Петербурге в семье доктора медицины, действительного статского советника Николая (Иоахима) Мартыновича Сутгофа (1765—1836) и его жены Гедвиги Катарины Ореус (Крейс; 1774—1847), дочери М.М.Ореуса.
Общее образование получил в Главном немецком училище Св. Петра, куда был зачислен в 1812 году. В дальнейшем учился в Институте Корпуса инженеров путей сообщения, по окончании которого 9 июня 1818 года был произведён в прапорщики.
В следующем году назначен в лейб-гвардии Московский полк, в рядах которого участвовал в походе 1828 года в Турцию и в военных действиях 1831 года против восставших поляков. За отличие при штурме Варшавы он был награждён орденом св. Владимира 4-й степени с бантом и польским знаком за военное достоинство 4-й степени.
В 1832 году Сутгоф вышел в отставку полковником и вскоре поступил на службу в Министерство финансов чиновником особых поручений в канцелярию по кредитной части, но в гражданской службе пробыл два года и снова определился капитаном в Московский полк.
С производством в полковники Сутгоф был переведён в лейб-гвардии Измайловский полк, в котором прослужил до 1841 года, когда вторично вышел в отставку, но год спустя опять вернулся на действительную службу, посвятив себя военно-педагогической деятельности.
Сутгоф в течение многих лет (до 1863 года) состоял директором Школы гвардейских подпрапорщиков и кавалерийских юнкеров, исполняя вместе с тем должность начальника лагерного кадетского корпуса и инспектора военно-учебных заведений.
25 июня 1845 года он был произведён в генерал-майоры; 26 ноября 1847 года за беспорочную выслугу 25 лет в офицерских чинах был награждён орденом св. Георгия 4-й степени (№ 7726 по кавалерскому списку Григоровича — Степанова), а в 1862 году пожалован табакеркой с портретом Его Величества, украшенным бриллиантами.
30 августа 1855 года Сутгоф был произведён в генерал-лейтенанты и в 1863 году назначен членом Военного совета и инспектором военно-учебных заведений; 20 мая 1868 года получил чин генерала от инфантерии. В последние годы своей жизни он председательствовал в Главном военно-учебном комитете, состоя в то же время членом главного совета женских учебных заведений и советов Патриотического и Санкт-Петербургского Елизаветинского институтов.
Умер Сутгоф 24 мая 1874 года в Санкт-Петербурге, похоронен на Волковом лютеранском кладбище.

## Семья
Его жена — дочь дипломата барона П.А.Николаи Октавия (1813—1873). 
Дочь — Александра (1835—1883), в замуж. Аничкова.  Внуки: офицеры Дмитрий Иванович и Иван Иванович Аничковы.

## Награды
- Орден Святого Владимира 4-й степени с бантом (1831 год)
- Virtuti Militari 4-й степени (1831 год)
- Орден Святого Георгия 4-й степени (1847 год)
- Орден Святого Станислава 1-й степени (1849 год)
- Орден Святой Анны 1-й степени (1853 год, императорская корона к этому ордену пожалована в 1853 году)
- Орден Святого Владимира 2-й степени с мечами (1858 год)
- Орден Белого Орла (1860 год)
- Орден Святого Александра Невского (1865 год, алмазные знаки к этому ордену пожалованы в 1869 году)